# دانشگاه گوهرشاد
دانشگاه گوهرشاد (انگلیسی: Gawharshad University) یک مؤسسه آموزش عالی در کابل، افغانستان است.

## تاریخچه
مردم و دولت افغانستان پس از سرنگونی رژیم طالبان در سال ۲۰۰۱، بازسازی را در ابعاد و زمینه‌های مختلف از جمله در بخش آموزش عالی آغاز کردند. براساس سیاست دولت کنونی، بخش‌های خصوصی اجازه اشتراک در بخش‌های مختلف از جمله تحصیلات عالی را دارند که در این زمینه بیش از ۸۰ دانشگاه خصوصی در کابل و بسیاری از ولایات دیگر مانند مزارشریف، هرات، جلال‌آباد، قندهار، غزنی فعال هستند. دانشگاه گوهرشاد موفق‌ترین و شناخته شده‌ترین دانشگاه است و فعالیت‌های آن زیر نظر وزارت تحصیلات عالی افغانستان است. دانشگاه گوهرشاد به‌عنوان یک دانشگاه خصوصی غیرانتفاعی کوچک در سال ۲۰۱۰ توسط سیما سمر، رئیس فعلی کمیسیون مستقل حقوق بشر افغانستان (AIHRC) تأسیس شد. چشم‌انداز این موسسه ارائه آموزش با کیفیت به اقشار مستضعف و محروم جامعه بود. بنابراین دانشگاه گوهرشاد دوره‌های آموزشی خود را در ارائه آموزش عالی با کیفیت با نرخ بسیار مقرون به صرفه آغاز کرد. در شروع به تمام دانش‌آموزان دختر  تخفیف ویژه داد. این چشم‌انداز با توجه به شرایط سخت کشور و منابع بسیار ناچیز، ماجراجویانه به نظر می‌رسید. با این حال، پس از چهار سال با نشانه‌های گسترش و رشد، بدیهی بود که دانشگاه گوهرشاد به خوبی حرکت رو به جلو را به سمت آینده‌ای موفق با تلاش بیشتر برای توسعه اجتماعی مترقی آغاز کرده است.

## هیئت امنا
سیما سمر، معاون پیشین رئیس‌جمهور و وزیر سابق امور زنان و رئیس کمیسیون مستقل حقوق بشر افغانستان (AIHRC)
اشرف غنی احمدزی وزیر پیشین مالیه و رئیس‌جمهور پیشین افغانستان
دادفر سپنتا وزیر سابق امور خارجه و رئیس شورای امنیت ملی
اعظم دادفر، وزارت تحصیلات عالی سابق
احسان ضیاء، وزیر سابق احیا و انکشاف دهات
ظاهر فهیمی، استاد دانشگاه شاهد ربنی (آموزش و پرورش).
حمید لایان
اعظم بنوال
علامه
محمد ابراهیم اتمر یک تاجر در افغانستان.

## دانشکده‌ها
دانشگاه گوهرشاد دارای چهار دانشکده است: 
اولی دانشکده حقوق و علوم سیاسی است که از دو بخش مجزا تشکیل شده است، حقوق و علوم سیاسی 
دومی دانشکده مدیریت اقتصادی است که دو بخش کارشناسی و مدیریت اقتصاد دارد. سومین دانشکده مهندس عمران است. و چهارمین دانشکده رشته علوم کامپیوتر است که از ترکیب دو بخش فناوری اطلاعات و مهندسی نرم افزار تشکیل شده است. 
بیش از ۱۶۰۰ دانشجو در شهرستان گوهرشاد مشغول به تحصیل هستند که نزدیک به ۳۵ درصد آنها را زنان تشکیل می‌دهند. کلیه دوره‌ها در گوهرشاد در دو نوبت ارائه می‌شود. بر اساس قوانین وزارت تحصیلات عالی، هر دانشجو می‌تواند در هر ترم بین ۱۷ واحد و ۲۱ واحد انتخاب کند. بر اساس این برنامه، کل زمان مورد نیاز برای فارغ التحصیلی حدود چهار سال است.

## مربیان و برنامه درسی
همه مدرسانی که در دانشگاه گوهرشاد تدریس می‌کنند، مدرسان با تجربه هستند. آنها فوق لیسانس یا دکترای خود را از آمریکا، اروپا، آسیای جنوبی و مرکزی و کشورهای خاورمیانه گرفته‌اند. تقریباً ۱۰۰ استاد و استادیار در این دانشگاه کار می‌کنند، از جمله تقریباً ۲۵ استاد تمام وقت و ۷۵ استاد نیمه وقت. دانشگاه گوهرشاد دارای پلتفرمی است که دارای استانداردهای آموزشی و برنامه درسی مطابق با نیازهای کشور می‌باشد و بر اساس استانداردهای بین‌المللی آموزش می‌دهد.

## مرکز توانمندسازی زنان
به عنوان یک دانشگاه غیرانتفاعی با محوریت پیشرفت اجتماعی، یکی از مهم‌ترین اهداف تأسیس آن، فراهم کردن شرایط مناسب برای زنان و دختران به‌ویژه آن‌هایی بود که قادر به پرداخت شهریه تحصیلی خود نیستند، اما علاقه‌مند به تحصیلات عالی هستند، بوده است. دانشگاه گوهرشاد به منظور دستیابی به این هدف، مرکز ویژه‌ای به نام مرکز توانمندسازی زنان تأسیس کرده است. این مرکز برای دریافت کمک‌های مالی و حمایت از زنان فقیر و با انگیزه برقراری ارتباط با بسیاری از سازمان‌های خیریه‌ای داخلی و خارجی، تا کنون برای بیش از ۱۰۰ زن بورسیه تحصیلی دریافت کرده‌اند.

## واحد تحقیقات
دانشگاه گوهرشاد واحدی برای روش‌های تحقیق توسعه در موضوعات مختلف ارائه کرده است. این واحد در نظر دارد تحقیقاتی را به ویژه برای تهیه کتب درسی دانشگاه انجام دهد. علاوه بر این، این واحد با برگزاری سمینارهای منظم، سخنرانی‌های عمومی و کنفرانس‌ها، زمینه مناظره و گفتگو را فراهم کرده است.